# Abdurrahman Gâzi
 (juin 2021).
Abdurrahman Gâzi (en arabe : عبد الرحمان غازي), né à la fin du XIIe siècle et mort vers 1329, est un des lieutenants d'Osman Ier, fondateur de la dynastie ottomane.

## Biographie
Abdurrahman Gâzi a été formé aux côtés de guerriers tels que Turgut Alp, Samsa Çavuş, Konur Alp, Akça Koca, Bamsı Beyrek et Aykut Alp. Il fut l'un des commandants d'Osman Gâzi, chef de la tribu Kayı, puis premier sultan de l'Empire ottoman. Abdurrahman Gâzi a été commandant du château d'Aydos. Il a servi Ertuğrul, ainsi que son fils, Osman Gâzi et son petit-fils, Orhan Gâzi. 
Tandis que Konur Alp, Samsa Çavuş et Akça Koca ont occupé Izmit et Akyazı, Abdurrahman Gâzi mena des sièges près de Byzance. Il a notamment participé au siège de Bursa, ancienne capitale de l'Empire ottoman, qui dura de 1317 à 1326. Auparavant ce fut Söğüt la capitale de 1281 à 1326, mais à la suite de ce siège, Bursa en devint la nouvelle en 1326 jusqu'en 1365.
En 1328, Abdurrahman Gâzi et Konur Alp, un de ses frères d'arme, furent chargés par Orhan Gâzi, alors second souverain ottoman, de la conquête du château d'Aydos, situé dans l'actuel district de Sultanbeyli, près de Constantinople. 
D'après la légende, la fille du commandant Byzantin du château d'Aydos rêva d'un homme la secourant et dont elle tomba amoureuse. Lorsque les Ottomans assiégèrent la ville, elle reconnut Abdurrahman Gâzi comme étant l'homme espéré dans ses pensées oniriques. Elle lui envoya une lettre lui demandant de feindre la retraite, puis de revenir la nuit où elle lui ouvrirait les portes du château. C'est ainsi que les Ottomans prirent le château. Finalement Abdurrahman Gâzi l'épousa et il eut un fils avec elle.
Abdurrahman Gâzi a ensuite mené plusieurs attaques sur Iznik.
Abdurrahman Gâzi meurt en 1329 dans des circonstances inconnues. Sa tombe se situe (à Palondöken à Erzurum)  dans le canton de Samandıra, dans le district de Sancaktepe, plus précisément dans un village portant dorénavant son nom, Abdurrahmangazi, un quartier de la ville d'Istanbul.

### Abdurrahman Gâzi dans la culture populaire
La série télévisée turque Diriliş: Ertuğrul, romance la vie d'Ertuğrul Gâzi de 2014 à 2019, il est interprété par Celal Al Nebioğlu.
Il reprend aussi son rôle dans la série, Kuruluş: Osman, la suite de la série précédente.